# Euhybus xui
Euhybus xui är en tvåvingeart som beskrevs av Yang och Patrick Grootaert 2007. Euhybus xui ingår i släktet Euhybus och familjen puckeldansflugor. Inga underarter finns listade i Catalogue of Life.